# Mandé (Mali)
Pour les articles homonymes, voir Mandé.
Mandé est une commune rurale malienne de l'arrondissement de Djoliba dans le cercle de Kati et la région de Koulikoro, elle a pour chef-lieu la localité de Djoliba.

## Géographie
La commune s'étend sur la rive gauche du fleuve Niger, à l'ouest et au sud-ouest du district de Bamako.
Elle est située à 10 km de Bamako.
| Dombila    | Doubabougou, Kambila | Dogodouman, Commune IV   |
| Siby       | Mandé                | Kalabancoro, Sanankoroba |
| Bancoumana | Sanankoroba          | Niagadina, Dialakoraba   |

## Histoire
En 2010, la commune rurale a pour chef-lieu la localité de Ouezzindougou. En 2023, les 5 villages situés en proximité de la capitale sont intégrés au district de Bamako, notamment : Kanadjiguila, Ouezzindougou, Mamaribougou.

## Villages
La commune s'étend sur 26 localités relevées lors du recensement général de 2009. 
Les villages les plus peuplés sont :
- Kanadjiguila (12 263 habitants)
- Mamaribougou (6 459 habitants)
- Ouezzindougou (5 408 habitants)
- Djoliba (3 982 habitants)

En 2023, la loi 2023-007 attribue à la commune 21 villages, fractions ou quartiers  :
- Djoliba
- Samanko-Plantation
- Koursalé
- Samanyana
- Katibougou
- Farabana
- Nafadji
- Torokorobougou
- Faraba
- Samaya
- Dalakana
- Samalé
- Samayana-Somono
- Kamalé-Soba
- Kirina
- Kirina-Somono
- Balandougou
- Kamalé-Kakélé
- N'Tanfara
- Koursalécoro
- N'Téguédo

## Politique
| Année | Maire élu ou nommé         | Parti politique |
| ----- | -------------------------- | --------------- |
| 2004  | Souleymane Makamba Doumbia | BDIA            |
| 2009  | Bernard Mamourou Keïta     | Adéma-Pasj      |
| 2016  | Nouhoum Kélépily           |                 |
| 2020  | Bernard Mamourou Keita     |                 |

Avant Souleymane Makanba Doumbia, Abdoulaye Bagayoko fut le premier maire (ADEMA-PASJ) de la commune de Mandé[réf. nécessaire]

## Population
L'accroissement annuel de la population est de 5,9 % pendant la période 1998-2009.
| 1976   | 1987   | 1998   | 2009   |
| ------ | ------ | ------ | ------ |
| 15 645 | 19 303 | 30 577 | 57 349 |

## Lien
- Makandjamba Keita, Présentation de la commune rurale de Mandé, 2010.